# 2021년 월드 시리즈
2021년 메이저 리그 베이스볼(MLB) 우승 결정전인 월드 시리즈는 10월 26일부터 11월 2일에 걸쳐 총 6경기가 개최되었다. 애틀랜타 브레이브스가 휴스턴 애스트로스를 상대로 4승 2패로 1995년 월드 시리즈 이후 26년 만에 통산 4번째 우승을 차지했다. MVP는 호르헤 솔레르가 선정되었다.

## 같이 보기
- 2021년 한국시리즈
- 2021년 일본 시리즈